# Port Charlotte (Écosse)
Pour les articles homonymes, voir Port Charlotte.

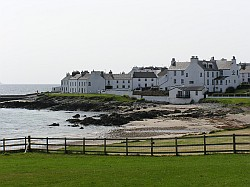
Vue de Port Charlotte

Port Charlotte (Port Sgioba en gaélique) est un village de l'île écossaise d'Islay.
Fondé en 1828, Port Charlotte a reçu le nom de l'épouse de Frederick Campbell, et a été créé principalement pour loger les ouvriers de la distillerie Lochindaal. Celle-ci ayant fermé ses portes en 1929, une partie des bâtiments abrite désormais une auberge de jeunesse et le Islay Natural History Trust. Les autres entrepôts sont actuellement utilisées par la distillerie Bruichladdich, qui a annoncé son intention de rouvrir la distillerie Port Charlotte en mars 2007.
Le village est situé sur les bords du Loch Indaal et est très pittoresque avec ses maisons peintes en blanc. Il abrite, dans une ancienne église, le musée de la vie à Islay.